# فيتو غريكو
فيتو غريكو (بالإيطالية: Vito Grieco)‏ هو لاعب كرة قدم إيطالي في مركز الوسط، ولد في 6 فبراير 1971 في مولفتا في إيطاليا. لعب مع نادي باري ونادي ريجيانا 1919 ونادي سبيزيا ونادي كاتانيا ونادي كاربي ونادي كروتوني ونادي مودينا.